# Chodov (okres Sokolov)
Chodov (německy Chodau) je město v okrese Sokolov v Karlovarském kraji, 10 km západně od Karlových Varů, na Chodovském potoce. Žije zde přibližně 13 tisíc obyvatel. Je známé tradicí výroby porcelánu. V chodovské manufaktuře Thun (původně H&C) se vyráběl růžový porcelán.

## Dějiny

### Od první písemné zmínky do třicetileté války
První písemná zmínka o Chodově pochází z listiny českého biskupa a knížete Jindřicha Břetislava, která byla napsána mezi lety 1195 a 1197. V této době byl Chodov majetkem cisterciáckého kláštera ve Waldsassenu a český kníže touto listinou přebral nad jeho českými majetky ochranu. Podle některých historiků šlo původně o slovanské sídliště vybudované na zemské stezce, která procházela údolím řeky Ohře. Velmi záhy bylo původní nepočetné slovanské obyvatelstvo asimilováno německými osadníky. V této době byl v Chodově také založen kostel, který se brzy stal farním chrámem.
V roce 1348 waldsassenský opat prodal Chodov místnímu šlechtici Trostovi z Kynšperka a v následujícím období se velmi často měnil majitel zdejšího panství. Na konci husitských válek se v Chodově usadil rod Hýzrlů z Chodova, který zde prokazatelně sídlil od roku 1439. V druhé polovině 15. století začalo narůstat napětí mezi Hýzrly a rodem Šliků, kteří drželi sousední loketské panství. Spor vyvrcholil v noci na 30. října 1490, kdy vojáci Jeronýma Šlika přepadli chodovskou tvrz a zabrali ji. I když se Hýzrlové pokoušeli svůj majetek získat soudní cestou zpátky, brzy byli nuceni přesídlit do středních Čech. Počátkem 16. století je Chodov rozdělen na dva útvary – Horní a Dolní Chodov – které se udržely jako samostatné správní jednotky až do 19. století. Do počátku třicetileté války je Dolní Chodov majetkem města Loket a Horní Chodov patří šlechtické rodině Unruherů.

### Třicetiletá válka a Chodov v rukou Plankenheimů
Po bitvě na Bílé hoře a počáteční nestabilitě v období třicetileté války se podařilo Chodov mezi lety 1644 a 1733 spojit v jeden celek šlechtické rodině Plankenheimů. Mezi nejvýznamnější představitele tohoto rodu patřil Johann Wilhelm von Plankenheim, za jehož vlády byly v Chodově vytvořeny dodnes existující památky – boží muka (1672 a 1673) a mariánský sloup (1675), a jeho syn Franz Flamin von Plankenheim, který nechal v Chodově vystavět barokní zámek a kostel svatého Vavřince. Po jeho smrti se Chodov opět dělí na Horní a Dolní. Majitelem Dolního Chodova se až do konce feudální éry stává město Loket a Horní Chodov vlastní až do konce 18. století rodina rytířů Braunů z Braunsdorfu.

### Rozvoj Chodova v 19. století a povýšení na město
Roku 1810 založil František Miesl ve zpustlém zámečku v Dolním Chodově první manufakturu na výrobu kameniny a porcelánu, kterou pro špatnou prosperitu roku 1830 pronajal vrchnímu malíři porcelánky v Kysiblu, mj. jako zdroj kaolinu. Nejstarší porcelánové zboží (značené DH, Kodau, Chodau) se datuje do let 1835-1844 . V letech 1845-1872 porcelánku se zbožím vynikající kvality provozoval Mojžíš Porges z Portheimu.
Po roce 1848, kdy bylo zrušeno poddanství, se Chodov začal rychle rozvíjet jako průmyslové centrum. Manufaktura byla v polovině 19. století přetvořena na továrnu na porcelán a od roku 1871 ji převzala firma Haas & Czjžek). V roce 1883 byla založena druhá chodovská porcelánka (Richter, Fenkl & Hahn) a roku 1890 zde byla otevřena porcelánka Hofmann & Jahn. V té samé době bylo v Chodově otevřeno větší množství hnědouhelných dolů. Hornictví se vedle výroby porcelánu stalo nejvýznamnějším průmyslovým odvětvím Chodova. Dalšímu rozvoji pomohl rok 1870, kdy byl Chodov napojen na buštěhradskou dráhu. Velké množství pracovních příležitostí zapříčinilo i nárůst počtu obyvatel. V roce 1894 pak byl Chodov dekretem císaře Františka Josefa I. povýšen na město a byl mu udělen městský znak.

### Chodov ve 20. století
Velká hospodářská krize v době první republiky zasáhla Chodov velmi těžce a vyhrocená sociální situace byla jedním z důvodů příklonu obyvatel k nacismu. V září 1938 ve městě proběhl pod vedením místní sudetoněmecké strany pokus o převzetí moci, který byl potlačen četnictvem a vojskem. V rámci Mnichovské dohody byl Chodov v říjnu 1938 přičleněn jako součást Sudet k Německu. Po konci druhé světové války byla většina původního německého obyvatelstva vysídlena a nahrazena českým obyvatelstvem z vnitrozemí. Docházelo ke znárodnění podniků, přičemž některé byly záhy zcela zrušeny, týká se to porcelánek Hofmann & Jahn a Richter, Fenkl & Hahn. Nejslavnější z místních porcelánek se týkalo znárodnění podniku Haas & Czjzek, pod který tou dobou spadala. Její provoz byl zachován a později se stala součástí národního podniku Karlovarský porcelán.  V 60. letech 20. století byla vystavěna nedaleko od města mohutná plynárna, elektrárna s teplárnou ve Vřesové a bylo přistoupeno k výstavbě panelových sídlišť v Chodově. Začala také podpora migrace nové pracovní síly. Od 80. let 20. století se počet obyvatel pohybuje kolem 15 000.

## Přírodní poměry
Město se nachází v mírném údolí pod úpatím Krušných hor. Leží na soutoku Vintířovského a Chodovského potoka. Na severovýchodním okraji katastrálního území Chodova se nachází menší část kaolinového ložiska Osmosa, které z větší části přináleží k obci Božičany.

## Obyvatelstvo
| Rok            | 1869  | 1880  | 1890  | 1900  | 1910  | 1921  | 1930  | 1950  | 1961  | 1970   | 1980   | 1991   | 2001   | 2011   | 2021   |
| -------------- | ----- | ----- | ----- | ----- | ----- | ----- | ----- | ----- | ----- | ------ | ------ | ------ | ------ | ------ | ------ |
| Počet obyvatel | 1 909 | 2 760 | 4 362 | 5 980 | 6 307 | 5 962 | 6 710 | 3 183 | 3 989 | 11 550 | 14 441 | 14 725 | 14 485 | 13 450 | 12 154 |
| Počet domů     | 234   | 295   | 361   | 439   | 445   | 465   | 658   | 675   | 578   | 489    | 507    | 598    | 630    | 728    |        |

| Rok            | 1869  | 1880  | 1890  | 1900  | 1910  | 1921  | 1930  | 1950  | 1961  | 1970   | 1980   | 1991   | 2001   | 2011   |
| -------------- | ----- | ----- | ----- | ----- | ----- | ----- | ----- | ----- | ----- | ------ | ------ | ------ | ------ | ------ |
| Počet obyvatel | 2 472 | 3 389 | 5 204 | 7 104 | 7 470 | 7 035 | 7 849 | 3 786 | 4 551 | 11 798 | 14 704 | 14 929 | 14 687 | 12 451 |
| Počet domů     | 321   | 394   | 471   | 561   | 574   | 593   | 821   | 850   | 719   | 568    | 577    | 679    | 714    | 890    |

Věková struktura obyvatel obce Chodov roku 2011
Rodinný stav obyvatel obce Chodov roku 2011
Vzdělání obyvatel obce Chodov roku 2011

## Části města
- Chodov
- Stará Chodovská

## Rekreace
K rekreaci je možno využít vodní nádrž Bílou vodu (kaolinové jezero) v blízkosti města, nebo severně položenou rekreační oblast s vodní nádrží Tatrovice. Možnost sportovního vyžití je na atletickém stadionu ŠAK Chodov a na fotbalovém hřišti v prostorech TJ Spartak Chodov.

## Doprava

### Silnice
Městem prochází silnice II. třídy
- II/222 (směr Vřesová – Karlovy Vary)
- II/209 (směr Nová Role – Nové Sedlo)

### Železnice
Chodov leží na významné železniční trati Chomutov–Cheb a dále je zde propojovací trať Chodov – Nová Role

## Kulturní instituce
- Galerie u Vavřince
- Městská galerie
- Městská knihovna
- KASS – Kulturní a společenské středisko

## Pamětihodnosti
- Kostel svatého Vavřince je barokní stavba, kterou v letech 1725–1733 dle projektu Kiliána Ignáce Dientzenhofera vystavěl Johann Wolfgang Braunbock na místě staršího kostela. Zvony snesené z věže kostela byly v roce 2003 prohlášeny kulturní památkou.
- Socha svatého Šebastiána u kostela
- Boží muka z roku 1672
- Mariánský sloup z roku 1675 na náměstí
- Kostel Českobratrské církve evangelické (evangelický kostel) v secesním stylu z počátku 20. století
- Pomník obětem válek a 50. výročí korunovace císaře Františka Josefa byl znovuvybudován v roce 1998 v městském parku. Původní starší pomník z roku 1898 se nedochoval.

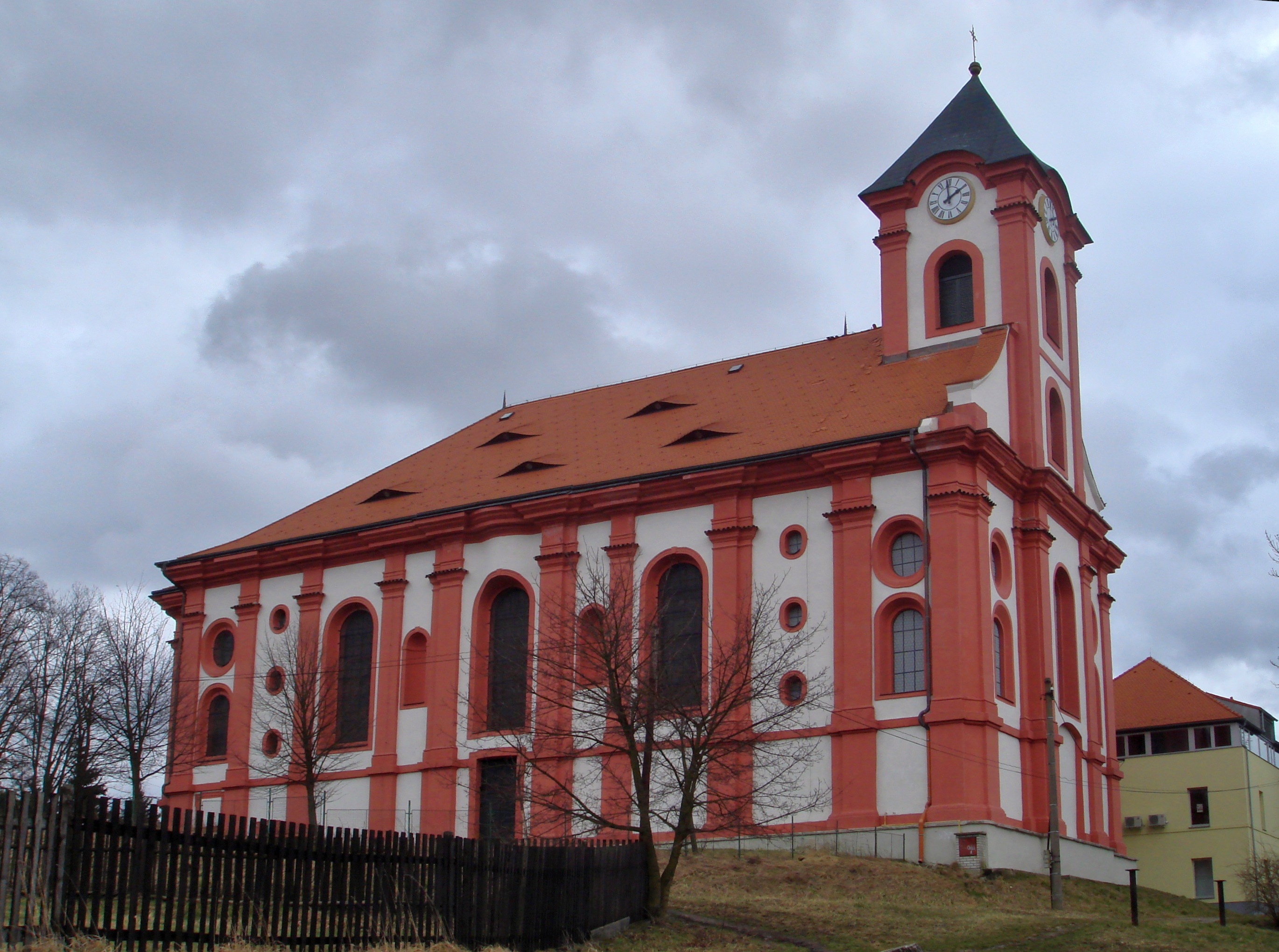
Kostel svatého Vavřince
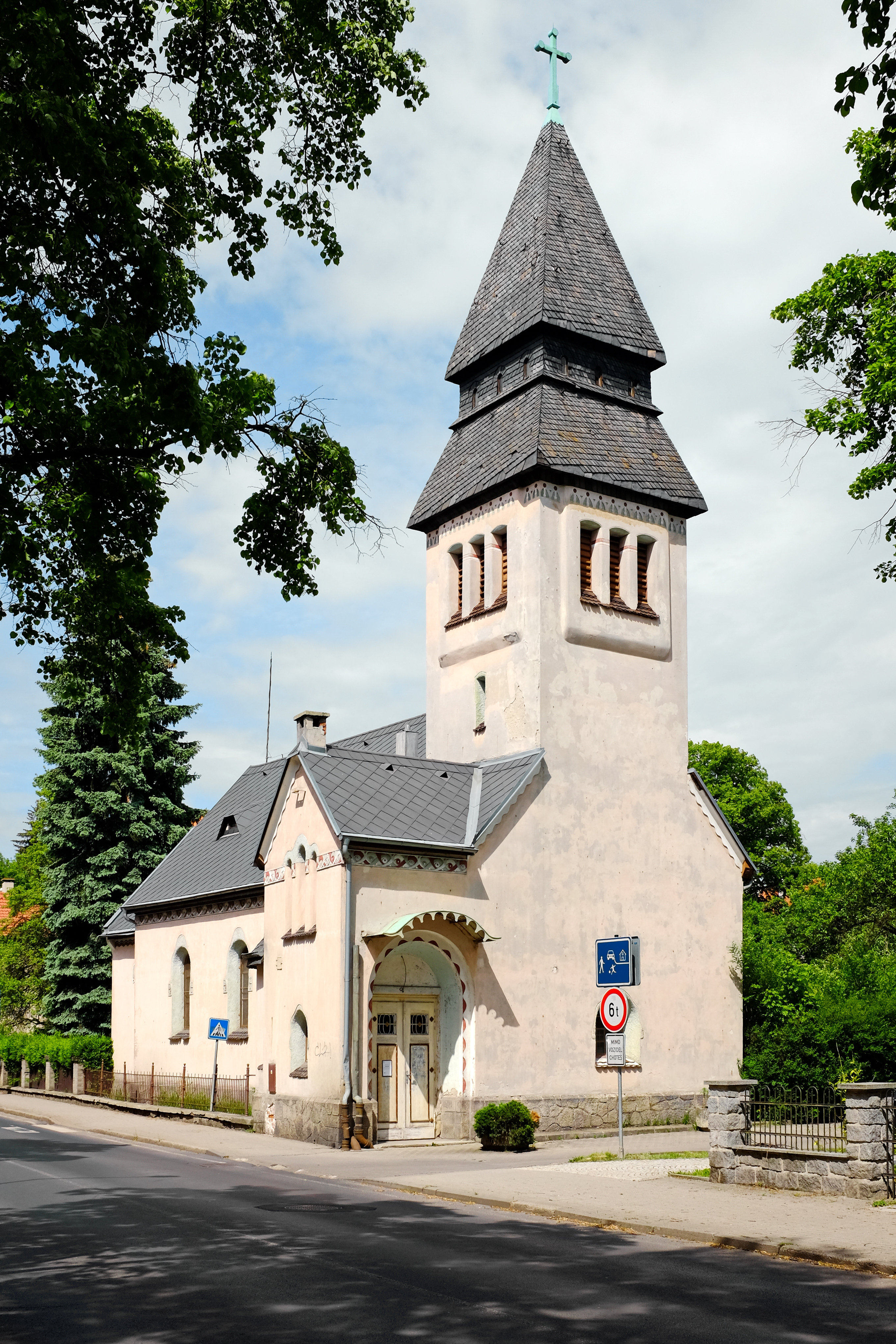
Českobratrský kostel
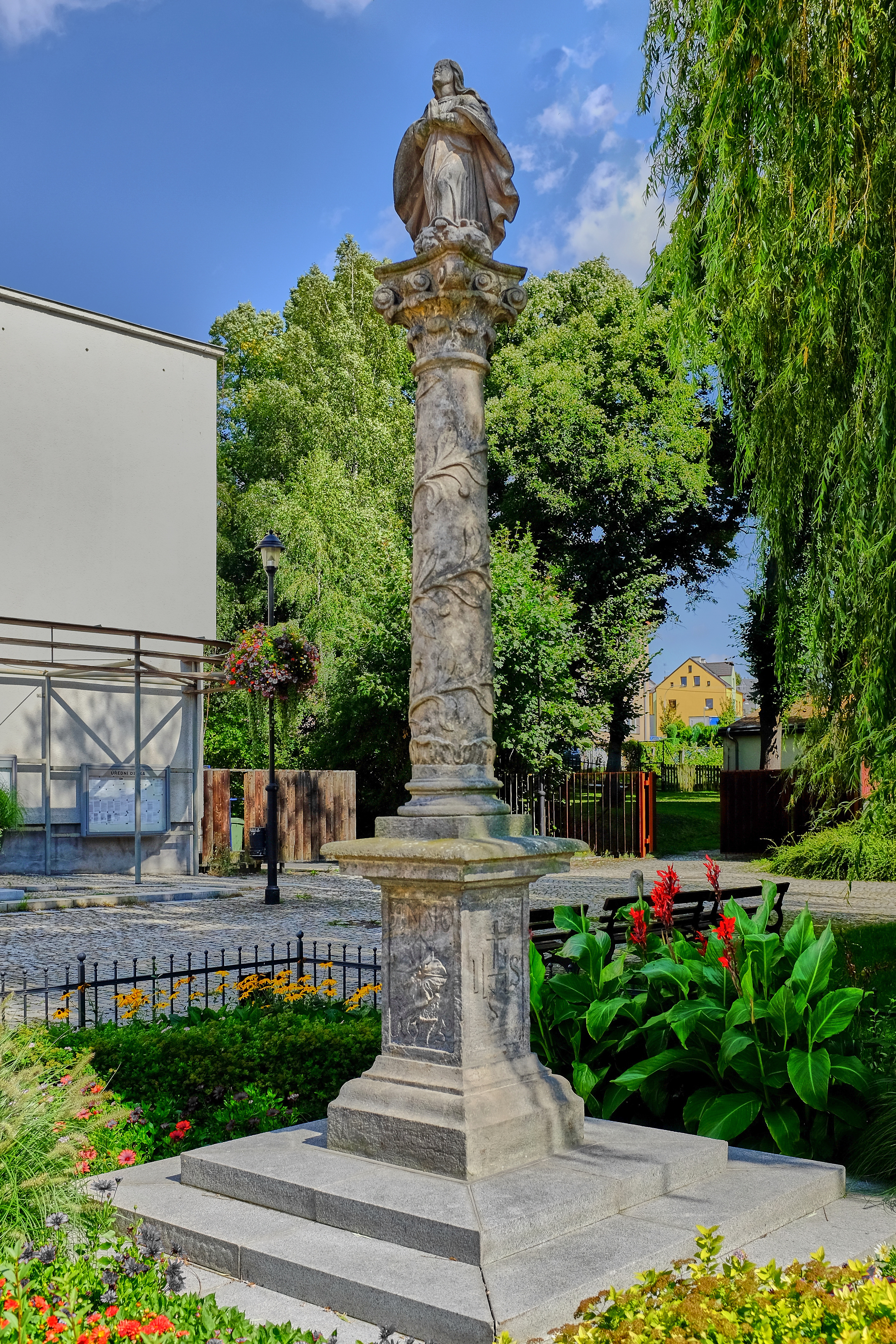
Mariánský sloup
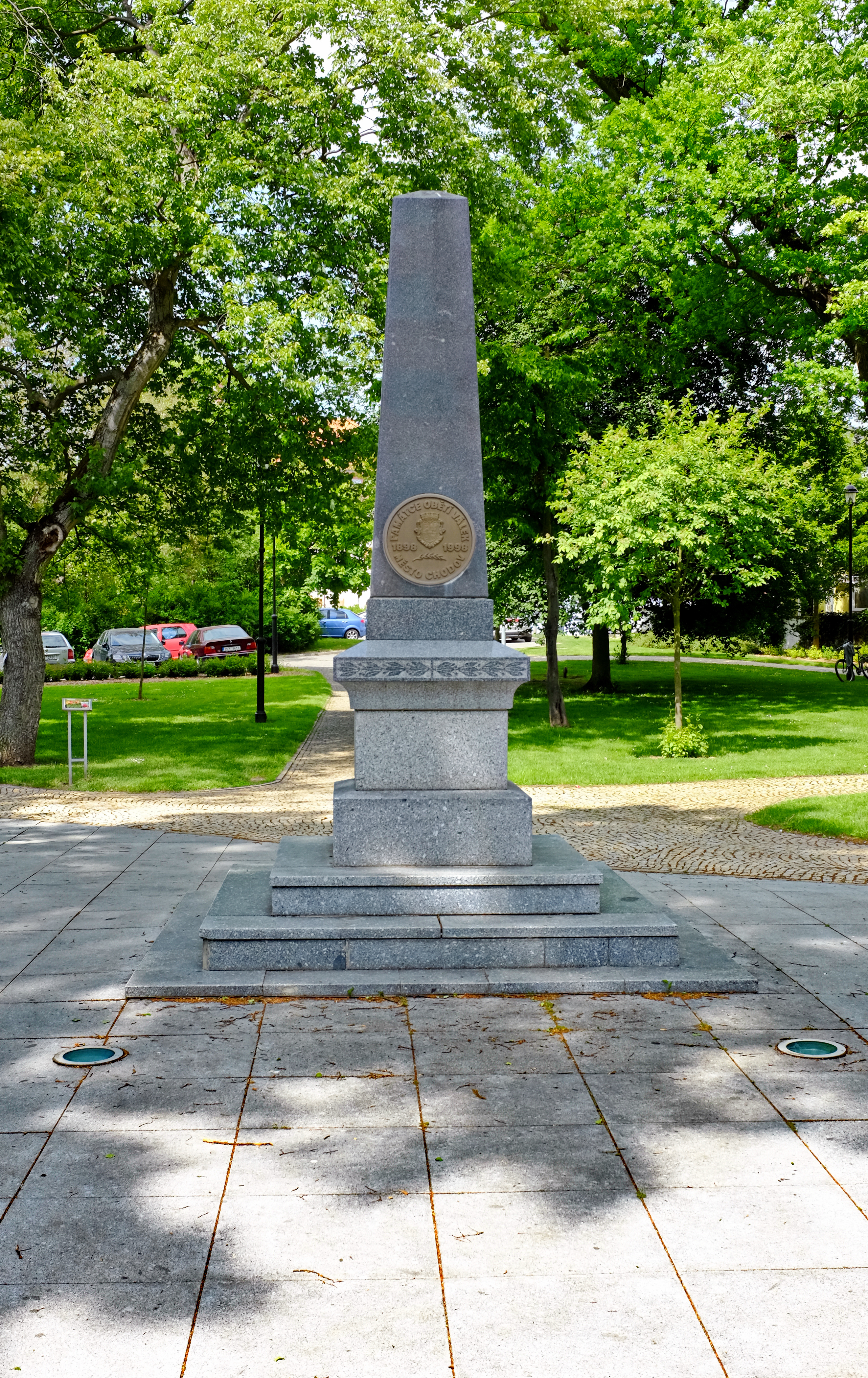
Pomník padlým
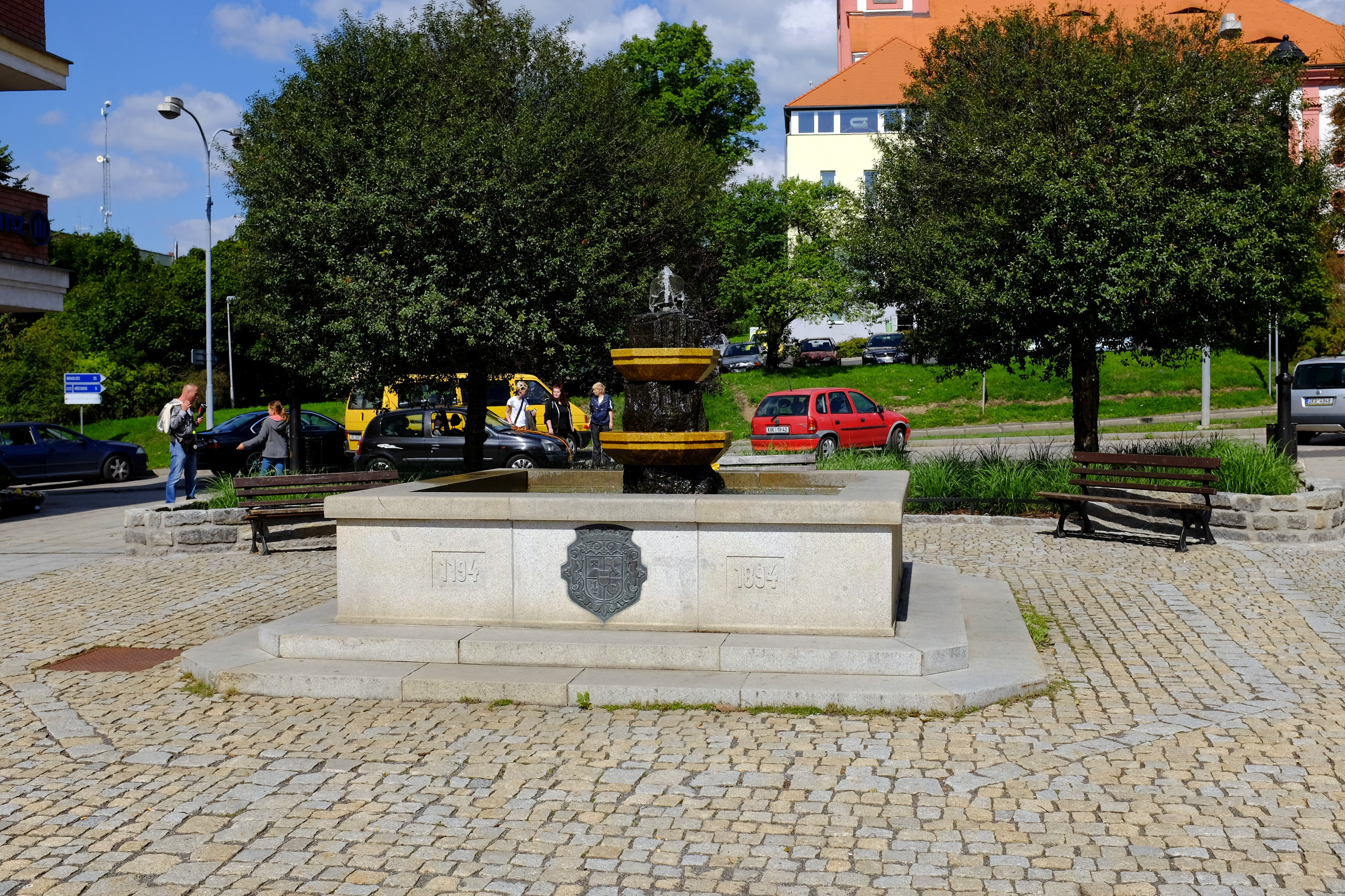
Kašna

## Osobnosti
- Marcus Abeles (1837–1894), lékař, docent na univerzitě ve Vídni
- Heribert Sturm (1904–1981), historik, a městský archivář v Jáchymově, Chebu a Ambergu

## Partnerská města
Partnerskými městy jsou:
- Oelsnitz/Erzgeb., Německo (2004)
- Waldsassen, Německo (2015)